# 표범나비아과
표범나비아과(豹범나비亞科)는 네발나비과에 속하는 나비의 아과이다. 날개길이 4.5-10cm이고 전 세계에 약 45-50 속이 알려져 있다. 유충이 시계꽃과 식물을 먹기 때문에 그 유독성분을 체내에 함유하고 있어 조류 등에게 잡아먹히지 않는다. 대부분의 종류가 붉은색·노란색·파란색·검은색 등의 색채를 여러 가지로 혼합한 선명한 색채를 띠며, 날개 모양은 옆으로 갸름하게 뻗어 있다. 남아메리카의 열대지역에서 많이 볼 수 있으며, 일부가 북아메리카에서 발견된다. 대부분 삼림에서 살며, 나무 위나 수목 주위를 서서히 날며, 여러 가지 꽃을 찾아 다닌다. 성충은 주둥이에 화분덩어리를 달고 있는 경우가 많은데, 이것은 화분 속의 아미노산을 영양원으로 이용하기 위해서이다. 종류에 따라 저녁 때가 되면 일정한 장소에서 집단을 이루어 밤을 지낸다. 얼룩무늬의 지리적 변이(變異)가 뚜렷하고, 독나비류끼리 서로 의태(擬態)를 하여 독이 없는 나비의 의태 모델도 되고 있다.

## 한반도의 표범나비류
- Argynnis속, Fabricius 1807
  - 은줄표범나비 (Argynnis paphia) Linnaeus, 1758
  - 중국은줄표범나비 (Argynnis childreni) Gray, 1831
  - 산은줄표범나비 (Argynnis zenobia) Leech, 1890
  - 구름표범나비 (Argynnis anadyomene) Felder and Felder, 1862
  - 암검은표범나비 (Argynnis sagana) Doubleday, 1847
  - 흰줄표범나비 (Argynnis laodice) Pallas, 1771
  - 큰흰줄표범나비 (Argynnis ruslana) Motschulsky, 1866
  - 풀표범나비 (Argynnis aglaja) Linnaeus, 1758
  - 왕은점표범나비 (Argynnis nerippe) Felder and Felder, 1862
  - 은점표범나비 (Argynnis xipe) Grum-Grshimailo, 1891
  - 한라은점표범나비 (Argynnis hallasanensis) Okano, 1998
  - 김은점표범나비 (Argynnis vorax) Butler, 1871
  - 황은점표범나비 (Argynnis adippe) Denis and Schiffermüller, 1775
- Argyreus속, Scopoli, 1777
  - 암끝검은표범나비 (Argyreus hyperbius) Linnaeus, 1763
- Brenthis속 Hübner, 1819
  - 큰표범나비 (Brenthis daphne) Bergsträsser, 1780
  - 작은표범나비 (Brenthis ino) Rottemburg, 1775
- Clossiana속, Reuss, 1920
  - 산은점선표범나비 (Clossiana selene) Denis and Schiffermüller, 1775 (성진은점선표범나비, 스기타니은점선표범나비)
  - 작은은점선표범나비 (Clossiana perryi) Butler, 1882
  - 꼬마표범나비 (Clossiana selenis) Eversmann, 1837
  - 백두산표범나비 (Clossiana angarensis) Erschoff, 1870
  - 큰은점선표범나비 (Clossiana oscarus) Eversmann, 1844
  - 산꼬마표범나비 (Clossiana thore) Hübner, 1803
  - 높은산표범나비 (Clossiana titania) Esper, 1793)
  - 은점선표범나비 (Clossiana euphrosyne) Linnaeus, 1758